# Borkumer Kleinbahn Emden und Aurich
EMDEN und  AURICH waren Schmalspurdampflokomotiven für die Spurweite 900 mm der Borkumer Kleinbahn.

## Geschichte
Die Lokomotiven wurden 1906 bei der Firma Hohenzollern mit der Fabriknummern 2037 und 2039 gebaut. Aber erst 1908 und im Juni 1910 wurden sie an die Borkumer Kleinbahn geliefert, da der ursprüngliche Besteller sie nicht benötigte.  Ausrangiert und verschrottet wurde AURICH 1952, EMDEN fand ab 1947 einen neuen Einsatz bei der Fischereigenossenschaft zum Krabbenkochen.

## Aufbau
Die Lokomotiven entsprachen weitgehend dem Typ Hohenzollern TIGER, der von der Maschinenfabrik Hohenzollern von 1905 bis 1922
in verschiedenen Variationen gebaut wurde. Die Lok hatte bei einem Dienstgewicht von 9,0 t eine Leistung von 60 PS. Angetrieben wurde die zweite Achse.